# Giuliano Tadeu Aranda
Giuliano Tadeu Aranda, mais conhecido como Magrão (Santo André, 21 de fevereiro de 1974), é um ex-futebolista brasileiro que atuava como atacante. Atualmente é integrante do conselho deliberativo do São Caetano e também agente de jogadores licenciado pela CBF.
Magrão jogou por vários clubes do Brasil durante a sua carreira de jogador. Ele também teve uma breve passagem na Segunda Divisão Espanhola com o CD Badajoz. Ele encerrou a sua carreira atuando no Campeonato Japonês de Futebol pelo Gamba Osaka.

## Títulos
Palmeiras
- Campeonato Paulista Sub-20: 1992
- Torneio Rio-São Paulo: 1993
- Campeonato Brasileiro: 1993 e 1994
- Campeonato Paulista: 1994 e 1996
- Copa Mercosul: 1998

Verdy Kawasaki
- Copa do Imperador: 1996

Grêmio
- Campeonato Gaúcho: 1999

Seleção Brasileira
- Campeonato Sul-Americano Sub-20: 1992